# La Sassa
La Sassa is een plaats (frazione) in de Italiaanse gemeente Montecatini Val di Cecina.